# کیت هرینگتون
کریستوفر کتسبی «کیت» هَرینگتون (انگلیسی: Christopher Catesby "Kit" Harington؛ زاده ۲۶ دسامبر ۱۹۸۶) هنرپیشه اهل بریتانیا است. او در لندن در انگلستان به دنیا آمد.
او از سال ۲۰۱۱ و با بازی در نقش جان اسنو در سریال بازی تاج‌وتخت به شهرت فراوانی دست پیدا کرد. از فیلم‌هایی که هرینگتون در آن‌ها نقش آفرینی کرده‌است، می‌توان به سایلنت هیل: مکاشفات، پمپئی، چگونه اژدهای خود را تربیت کنیم ۲، چگونه اژدهای خود را تربیت کنیم ۳ و گواه جوانی اشاره کرد. او همچنین در ۲۷ سپتامبر ۲۰۱۷ به شکل رسمی با همبازی خود رز لزلی در بازی تاج‌وتخت نامزد کرد. آن‌ها در ۲۳ ژوئن ۲۰۱۸ طی مراسمی در شمال شرق اسکاتلند ازدواج کردند.

## اوایل زندگی
کیت هرینگتون در آکتون، لندن متولد شد. مادرش دبورا جین نمایشنامه‌نویس پیشین و پدرش دیوید ریچارد هرینگتون تاجر است. هرینگتون دوران تحصیلات ابتدایی را در مدرسه ساوث‌فیلد (Southfield) در سال‌های ۱۹۹۲ تا ۱۹۹۸ گذراند و دوران دبیرستان را نیز در مدرسه چنترا (Chantra) در سال‌های ۱۹۹۸ تا ۲۰۰۳ سپری کرد.
هشتمین جد پدری هرینگتون چارلز دوم انگلستان پادشاه بریتانیا بوده‌است. پدر وی پانزدهمین بارون انگلیس است و در صورت مرگ پدرش، کیت به عنوان شانزدهمین بارون انگلیس اعلام خواهد شد.

## زندگی شخصی
در سال ۲۰۱۶ هرینگتون تأیید کرد که به‌مدت ۴ سال است که با بازیگر اسکاتلندی به نام رز لزلی رابطه دارد. لزلی نیز در سریال بازی تاج‌وتخت نقش ایگریت را بر عهده داشت. رابطه این دو در سال ۲۰۱۲ و حین فیلمبرداری سریال شروع شد. از سال ۲۰۱۷ میلادی هرینگتون و لزلی در یک خانه باهم زندگی می‌کنند. رز هم مانند کیت از نوادگان چارلز دوم است که از همین طریق او و هرینگتون باهم رابطه فامیلی دارند. این دو در نهایت در سال ۲۰۱۸ با یکدیگر ازدواج کردند.

## فیلم‌شناسی

### فیلم
| سال  | عنوان                            | نقش                   | توضیحات  |
| ---- | -------------------------------- | --------------------- | -------- |
| ۲۰۱۲ | سایلنت هیل: مکاشفات              | وینسنت اسمیت          |          |
| ۲۰۱۴ | پمپئی                            | میلو                  |          |
| ۲۰۱۴ | چگونه اژدهای خود را تربیت کنیم ۲ | ارت                   | صداپیشگی |
| ۲۰۱۴ | گواه جوانی                       | رونالد                |          |
| ۲۰۱۴ | هفتمین پسر                       | بیلی بردلی            |          |
| ۲۰۱۶ | بریمستون                         | سامویل                |          |
| ۲۰۱۸ | مرگ و زندگی جان اف. دونوون       | جان                   |          |
| ۲۰۲۰ | جاودانگان                        | دین ویتمن/شوالیه سیاه |          |

### سریال
| سال       | عنوان        | نقش          | توضیحات  |
| --------- | ------------ | ------------ | -------- |
| ۲۰۱۱-۲۰۱۹ | بازی تاج‌وتخت | جان اسنو     | نقش اصلی |
| ۲۰۱۷      | باروت        | رابرت کیتسبی | نقش اصلی |

### بازی ویدئویی
| سال  | عنوان                      | نقش      | توضیحات  |
| ---- | -------------------------- | -------- | -------- |
| ۲۰۱۵ | بازی تاج‌وتخت               | جان اسنو | صداپیشگی |
| ۲۰۱۶ | ندای وظیفه: جنگ‌های بی‌نهایت |          | ضدقهرمان |